# Breviceps ombelanonga
Breviceps ombelanonga — вид жаб родини вузькоротих (Brevicipitidae). Описаний у 2020 році.

## Назва
Назва виду ombelanonga з мови умбунду перекладається як «дощова жаба».

## Поширення
Ендемік Анголи. Вид підтверджений з трьох відокремлених місцевостей і височин, що сягають від рівня моря до 1400 м:
- Національний парк Кісама, на околиці столиці Луанди, в прибережній західній частині Анголи (провінція Луанда);
- Центральна Ангола (провінція Біє);
- басейн річок Куанавале, Куїто, Куандо та Кембо (провінція Мошико).

Мешкає у трав'янистій савані та лісах міомбо.